# Valbona (Teruel)
Valbona is een gemeente in de Spaanse provincie Teruel in de regio Aragón met een oppervlakte van 40,72 km². Valbona telt 186 inwoners (1 januari 2016).

## Demografische ontwikkeling
Bron: INE, 1857-2011: volkstellingen